# VozDiPovo-Online
A VozDiPovo-Online é um jornal generalista cabo-verdiano exclusivamente editado na internet a partir de Aveiro, Portugal. A cobertura noticiosa engloba os tópicos: Cabo Verde, CPLP, África, Mundo, Sociedade, Cultura, Negócios e Desporto.

## Colunistas
Escrevem para blog do jornal, Opinião Formada, os colunistas: Amilcar Aristides Monteiro, Edson Medina, Fernando Elísio Freire, José Maria Veiga, Lamanary Pina, Luís Carlos Silva e Onuana Varelis.

## Secções
Cabo Verde, Fórum, Selecção Nacional, Opinião Formada, GigaVoz e Voz do Leitor.